# Kniestock

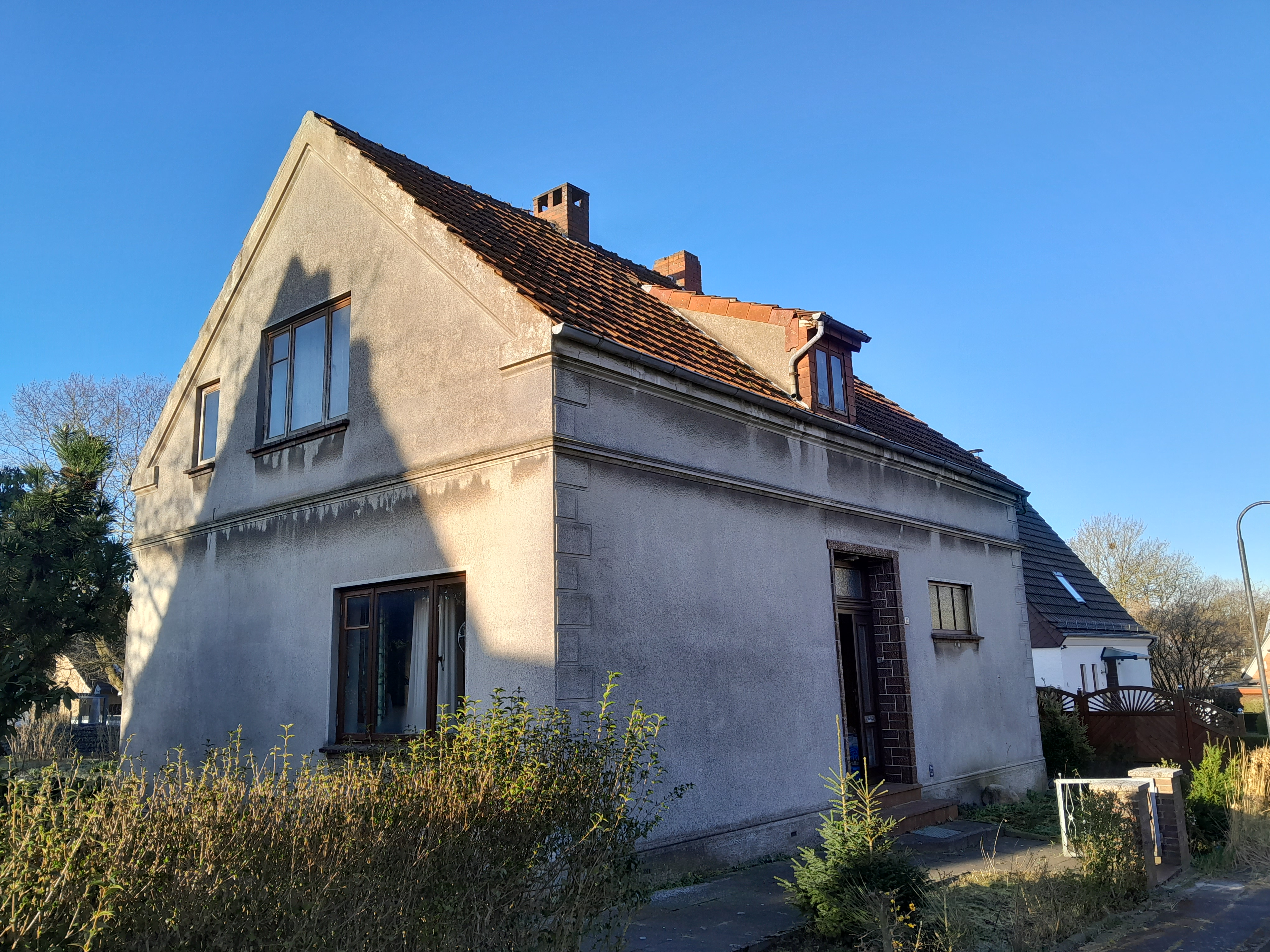
Haus mit Kniestock

Ausbildung des Kniestocks (schematisch) in einem Pfettendach

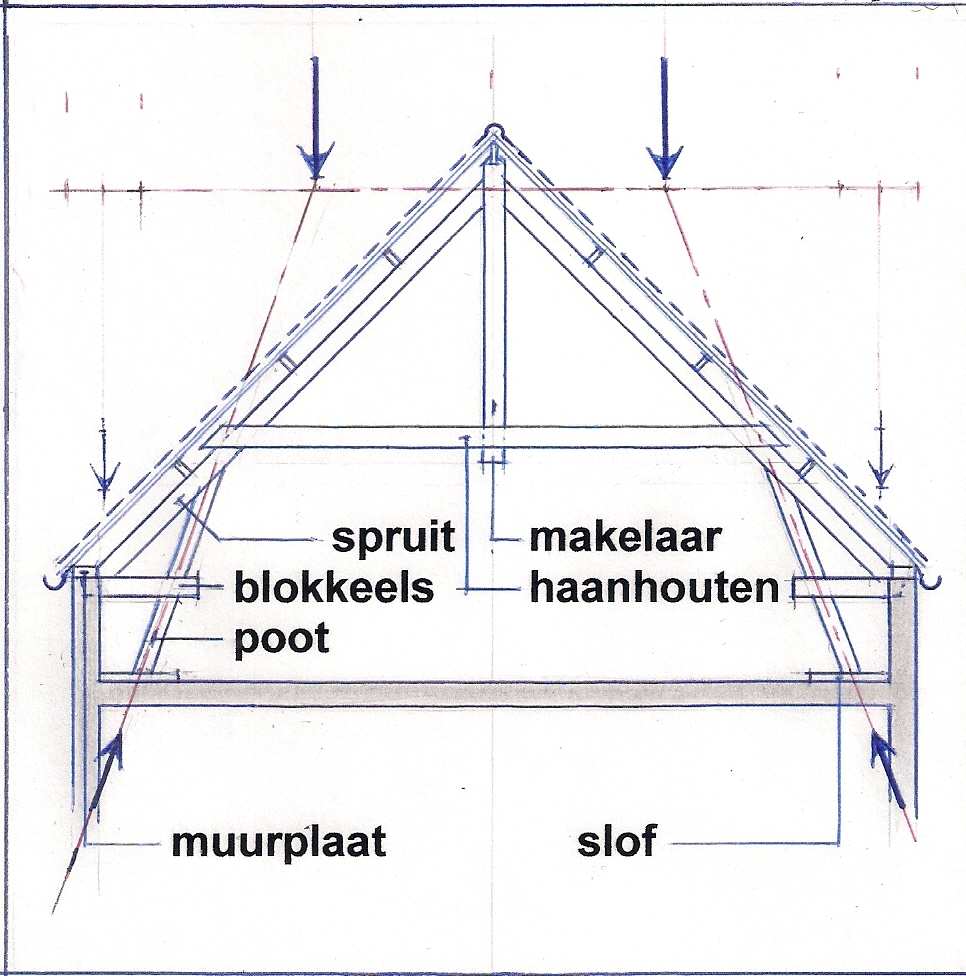
Niederländische Dachkonstruktion mit Kniestock, Pfettensparren und aufliegender Schalung. Diese Art des liegenden Dachstuhls ist auch in Deutschland üblich. Meist wurde jedoch der traditionelle Aufbau mit First-, Mittel- und Fuß-Pfetten sowie Sparren und Dachlatten verwendet.

Als Kniestock (oder auch Drempel beziehungsweise Trempel) bezeichnet man die an der Traufseite eines Hauses über die Rohdecke des letzten Obergeschosses hinaus gemauerte Außenwand, auf der die Dachkonstruktion aufliegt. Er ist ein typisches Merkmal von Pfettendächern.
Die Bezeichnung Kniestock deutet etwa Kniehöhe an. Je höher der Kniestock ist, desto mehr Stellfläche steht unter der Dachschräge zur Verfügung, womit oftmals bis zu einer halben Geschosshöhe gewonnen wird.
In Bayern und Teilen Österreichs wurde bzw. wird der Kniestock an der Längsseite häufig unverputzt in Holz ausgeführt.

## Drempelhöhe
Da keine Legaldefinition der Drempelhöhe existiert, bedarf es weiterer Festlegungen, wie sie zu messen ist. Allgemein anerkannt ist, dass der Kniestock ab der Oberkante der Rohdecke des darunter liegenden Geschosses beginnt. Für das Ende des Kniestocks besteht keine einheitliche Verwendung des Begriffs. In der größten Ausdehnung des Kniestocks reicht dieser bis zum gedachten Schnittpunkt der Außenwand mit der oberen Kante des Sparren ({\displaystyle h_{1}}). Das kleinste Maß liegt vor, wenn unter dem Kniestock nur die Mauer verstanden wird, die über die Dachgeschossdecke hinausgeht (ausschließlich der Fußpfette) ({\displaystyle h_{2}}). Ein weiteres Maß reicht bis zur gedachten Unterkante des Sparrens ({\displaystyle h_{3}}). Zwischen diesen Möglichkeiten sind weitere Methoden der Messung möglich.
Oft wird im Bebauungsplan eine maximale Drempelhöhe festgelegt, um das Dachgeschoss gestalterisch den unteren Geschossen unterzuordnen.

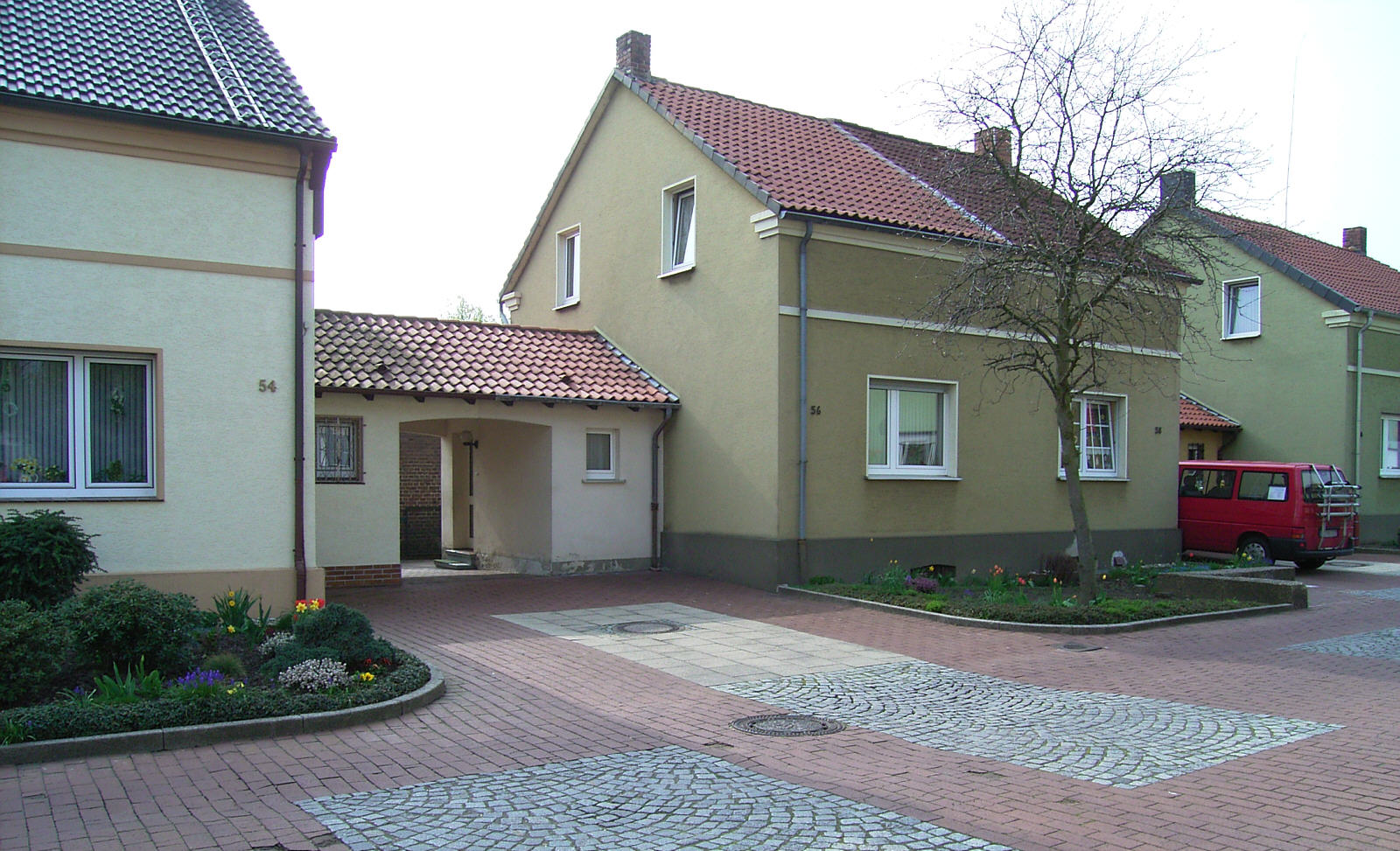
Typische Kniestock-Häuser in einer ehemaligen Bergarbeitersiedlung
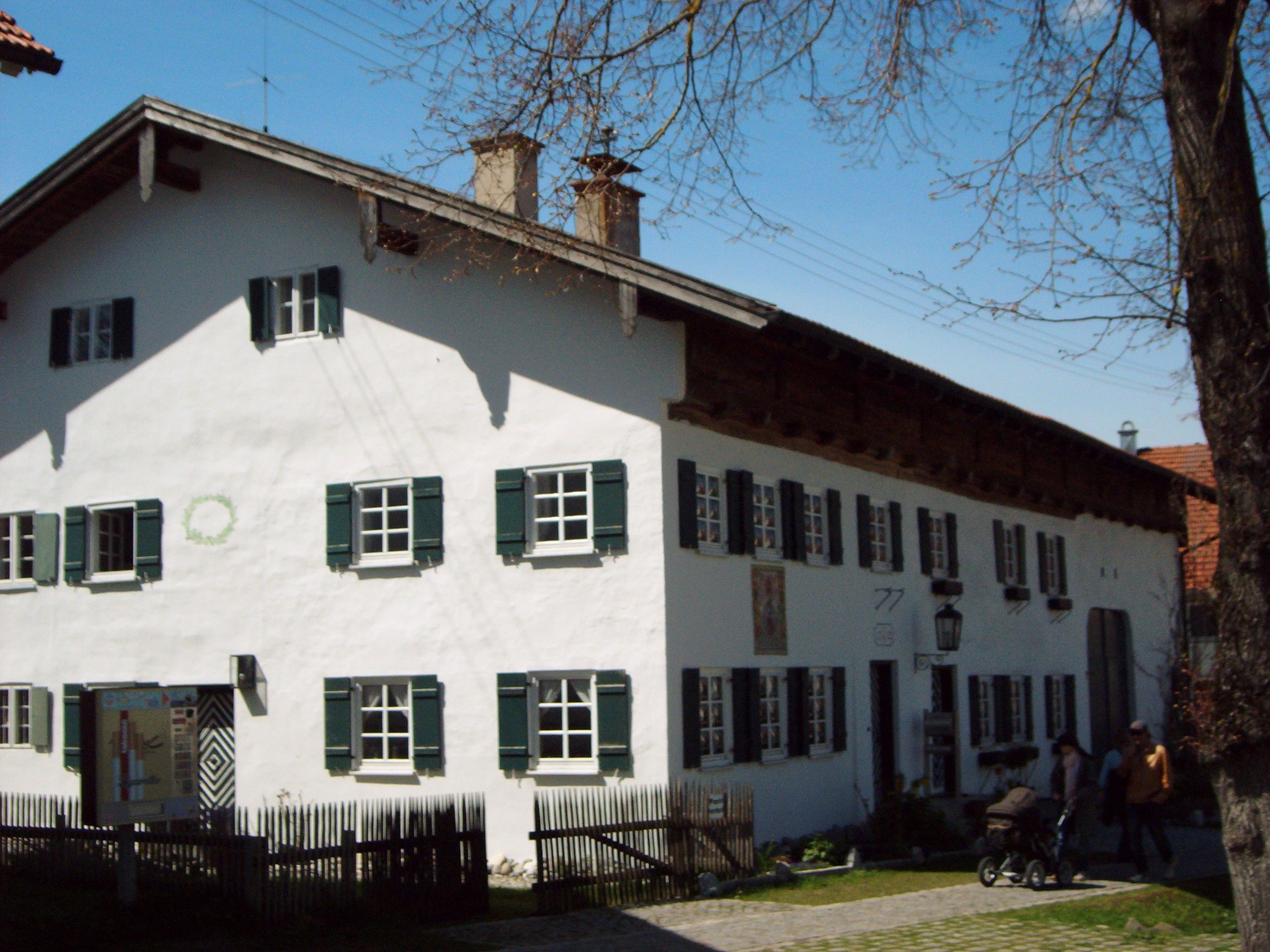
Bauernhaus mit unverputztem Kniestock in Fuchstal (Oberbayern)
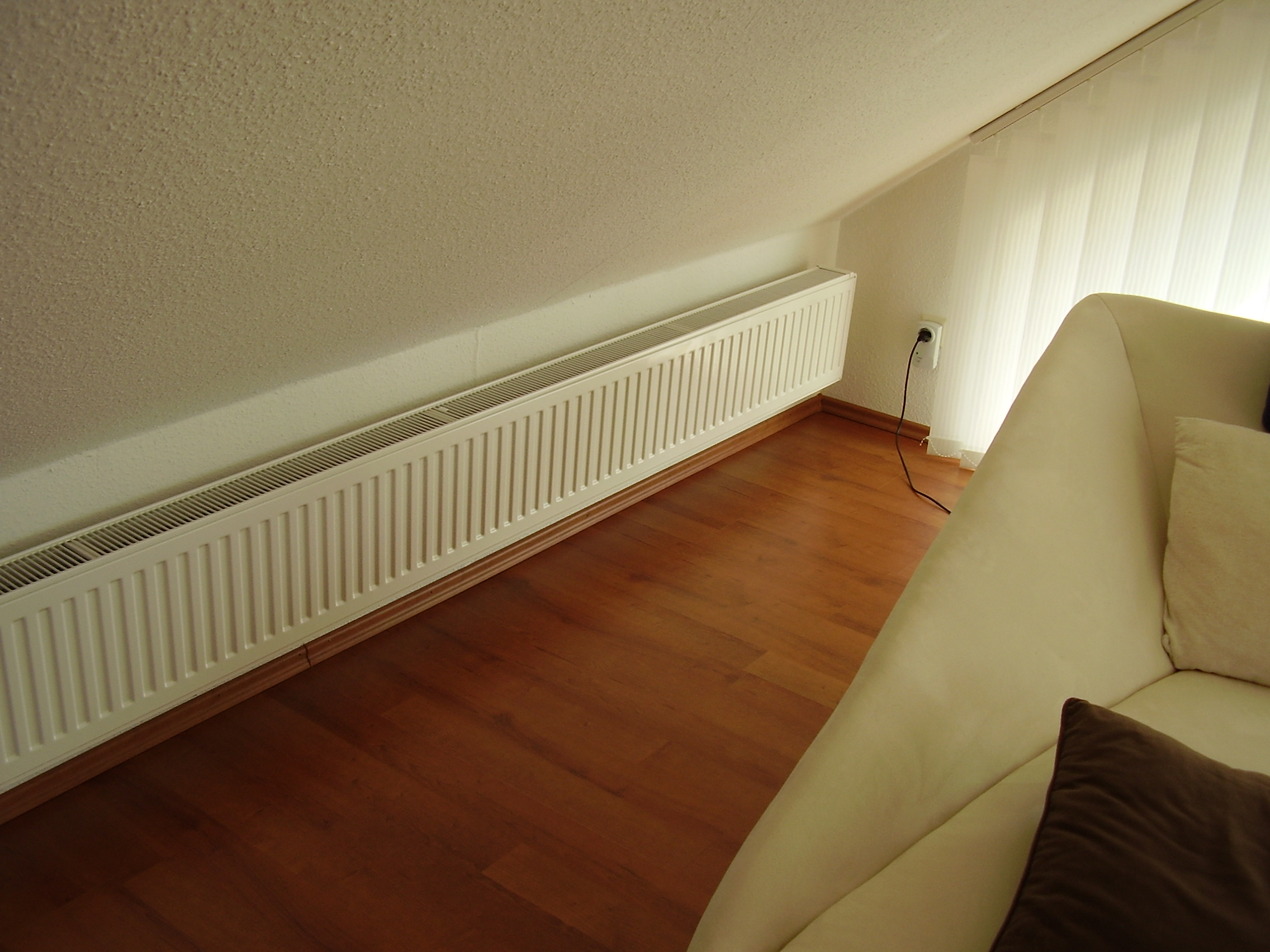
Kniestock von innen gesehen

### Harmonisierung in der Schweiz
In der  Interkantonalen Vereinbarung über die Harmonisierung der Baubegriffe sind die Messpunkte für den Kniestock in Kapitel 5.3 geregelt. Es sind aber auch abweichende Regelungen möglich, sofern diese ordnungsgemäß dokumentiert sind.